# Те, що треба (Доктор Хаус)
«Те, що треба» (англ. The Right Stuff)  — друга серія четвертого сезону американського телесеріалу «Доктор Хаус». Прем'єра епізоду проходила на каналі FOX 2 жовтня 2007. Доктор Хаус і його команда з сорока членів мають врятувати жінку астронавта, яка хоче щоб її справа лишалась в секреті.

## Сюжет
Астронавт NASA Грета Купер починає бачити галюцинації і звертається до Хауса. Але вона просить його не розголошувати те, що вона лікується. Через це її можуть не підвищити в званні. Тринадцята, одна з претендентів на посаду члена команди Хауса, вважає, що якщо жінка часто знаходилась нерухомою, то міг утворитися тромб. Хаус посилає одну частину свої величезної команди робити ЕЕГ, МРТ та ангіограму, другу частину робити аналіз крові і калу, третю робити ЛПС і посів, четверту перевірити будинок, а п'яту — мити авто. Ембер, яка разом з іншими має мити машину Хауса, вдається до хитрощів і краде ключі у Хауса та відвозить авто до мийки. Перша група повідомляє, що у Грети завищений рівень еритроцитів, що вказує на отруєння чадним газом. Пацієнтку поміщають в барокамеру.
В барокамері у Грети трапляється серцевий напад, а після тестів лікарі розуміють, що лікування не могло викликати таке ускладнення. Один з претендентів думає, що у жінки може бути кардіоміопатія. Хаус наказує зробити ЕХО КГ через стравохід. Процедура показала лише короткочасне тріпотіння, тому Хаус наказує зробити тест ТРГ на гіпертиреоз. Проте під час процедури у Грети трапляється напад дезорієнтації і вона замикається в іншій кімнаті. Згодом вона намагається втекти, але лікарі ловлять її. Незнайому пацієнтку помічає Кадді і тепер вимагає, щоб команда розповіла про неї все, що знає. Один з претендентів розповідає їй правду і згодом Хаус звільняє його. Ембер пропонує версію з раком печінки, проте для цього потрібен МРТ, а Хаус не хоче, щоб Кадді влазила в його справу. Тому він розмірковує, як можна зробити МРТ, не роблячи МРТ. Невдовзі у нього з'являється гарна ідея: печінці потрібно влаштувати стрес. Катнер пропонує напоїти жінку. Якщо вона швидко сп'яніє — печінка дійсно хвора. Незабаром після прийому текіли Греті стає важко дихати, проте вона відмовляється від інтубації, так як у NASA це помітять.
Тринадцята і Коул знаходять вихід і садять її на бігову доріжку, щоб потім у NASA не питали чому їй дали кисень. Всі розуміють, що проблема в легенях і або це рак легенів, або туберозний склероз. Жінці потрібна біопсія, але знову таки в NASA помітять шрами. Тауб пропонує зробити біопсію, а потім збільшити бюст Грети на один розмір. Під час біопсії Хаус знаходить кісти. Чейз, який зненацька з'явився в хірургії, каже, що це гіпель-алендау. Інші хірурги видаляють кісти і підтверджують діагноз Чейза.

## Цікавинки
- Протягом серії Хаус помічає в лікарні Чейза, Кемерон і Формана. В кінці виявляється, що Кемерон влаштувалася в швидку допомогу лікарні, а Чейз став хірургом. Проте Форман справді не працює в клініці, а значить, що Хаус почуває провину.